# フィールド (アダルトビデオ)
フィールド（英語：FIELD）は、日本のアダルトビデオメーカー。主にゲイビデオの制作・販売を行っている。

## 概要
主なレーベルは、アスリートを中心とした作品を集めた「アスリート」、サーファー系の作品を集めた「サーフサーフレボリューション」、体育会系の作品を集めた「スパイク」、十代の現役体育会系美少年を対象とした作品を集めた「ストリートJr.」、ノンケをナンパする作品を集めた「ナンパでGO!」、新人モデルを中心とした作品を集めた「デビュー」がある。

## レーベル
- アスリート
- サーフサーフレボリューション
- スパイク
- ストリートJr.
- ナンパでGO!
- デビュー